# Bernd Matthias
Bernd Teo Matthias (* 8. Juni 1918 in Frankfurt am Main; † 27. Oktober 1980) war ein US-amerikanischer Physiker, der sich mit Supraleitung beschäftigte.
Matthias promovierte 1943 in Physik an der ETH Zürich, an der er dann noch vier Jahre weiter forschte. Ab 1947 ging er in die USA an das Massachusetts Institute of Technology (MIT) und ab 1948 an die Bell Laboratories. 1949 bis 1951 war er außerdem Assistant Professor an der University of Chicago und ab 1961 Professor für Physik an der University of California, San Diego. 1962 bis 1966 war er dort Direktor des von ihm gegründeten Institute for the Study of Matter und ab 1966 Associate Director und 1971 bis 1980 Direktor des Institute for Pure and Applied Physical Sciences.  1971 bis 1980 war er außerdem am Los Alamos National Laboratory.
Matthias beschäftigte sich seit seiner Zeit an der Universität Chicago ab 1949 mit Supraleitung und entdeckte fast tausend supraleitende Substanzen.
Seit 1965 war er Mitglied der National Academy of Sciences und der American Academy of Arts and Sciences. 1970 erhielt er den Oliver E. Buckley Condensed Matter Prize der American Physical Society und 1979 deren International Prize for New Materials (den ersten erhielt Theodore Geballe, mit dem Matthias auch zusammenarbeitete).
Nach ihm ist der Bernd T. Matthias Prize for Superconducting Materials benannt.